# Gabrijela Novak
Gabrijela Novak, slovenska inženirka kemije in papirniška tehnologinja, * 29. marec 1942, Celje.

## Življenje in delo
Novakova je leta 1966 diplomirala na ljubljanski FNT iz kemijske tehnologije in 1986 doktorirala na Tehniški univerzi v Gradcu. V letih 1966−1978 je bila zaposlena v celjskem Aeru, nazadnje kot vodja razvojne službe, nato do 2000 na Inštitutu za celolozo in papir v Ljubljani, nazadnje kot znanstvena svetnica. Vzporedno je od 1989 predavala na FNT, od 1999 kot izredna profesorica na FKKT. V letih 2000−2002 je bila nacionalna koordinatorka za gozdarstvo, lesarstvo in papirništvo. V raziskovalnem delu se je posvečala raziskavam lastnosti papirjev, papirnih polnil in premazov. V domači in tuji strokovni literaturi je objavila več znanstvenih in strokovnih člankov ter napisala učbenik Papir, karton, lepenka (1998).